# Der er et yndigt land
Der er et yndigt land (em português: Há uma bela terra) é o hino nacional da Dinamarca. Tem letra de Adam Oehlenschläger, de 1823, e música de Hans Ernst Krøyer, 1835.